# Betty Anne Waters
Betty Anne Waters (títol original en anglès, Conviction) és una pel·lícula de drama legal biogràfic del 2010 dirigida per Tony Goldwyn, escrita per Pamela Gray i protagonitzada per Hilary Swank i Sam Rockwell. La pel·lícula es va estrenar l'11 de setembre de 2010 al Festival Internacional de Cinema de Toronto i es va estrenar als Estats Units el 15 d'octubre de 2010. S'ha doblat i subtitulat al català.

## Argument
Kenny i Betty Anne Waters eren fills d'una mare indiferent. Obligats a separar-se per ells mateixos, estaven molt units abans de ser enviats a casa d'acollida separades. Ara, dona i mare de dos fills, la vida de Betty Anne encara se centra en el seu germà, que va tenir una joventut problemàtica i actualment compleix una cadena perpètua a la presó.
Kenny va ser interrogat inicialment pel sergent Nancy Taylor per l'assassinat de la seva veïna del costat, Katherina Reitz Brow el 21 de maig de 1980 a Ayer, Massachusetts. Va ser alliberat, però dos anys més tard, a partir del nou testimoni presentat per Taylor de la seva exdona Brenda i l'exnòvia Roseanna, va ser detingut i jutjat. Les proves presentades al judici de Kenny són circumstancials, però juntament amb proves limitades de tipus sanguini, és condemnat per assassinat en primer grau i condemnat a cadena perpètua sense llibertat condicional.
Quan Betty Ann descobreix que Kenny va intentar suïcidar-se tres anys després de la seva condemna, decideix tornar a l'escola i convertir-se en advocada per poder exonerar-lo. El seu marit és escèptic i no li dóna suport, i finalment se separen i es divorcien. Quan els seus fills els prenen temps, decideixen viure amb el seu pare. Lluitant a l'escola, desmoralitzada i esgotada, Betty Anne deixa d'anar a classe, fins que l'Abra, una companya de classe, la motiva a continuar.
La Betty Anne s'adona que el nou camp de les proves d'ADN podria ser la clau per anul·lar la condemna de Kenny, ja que només s'havien igualat els grups sanguinis en el moment del judici. Es posa en contacte amb l'advocat Barry Scheck del Projecte Innocence. L'endarreriment de casos implicarà esperar almenys 18 mesos, tret que pugui aprovar l'examen d'advocacia i trobar les proves de sang per fer-los proves. Ella aprova l'examen d'advocat, però després li diuen que les proves van ser destruïdes sis anys abans.
Sense rendir-se, Betty Anne s'assabenta que Nancy Taylor va ser acomiadat del departament de policia per intentar incriminar un altre agent, i quan ella i l'Abra van viatjar al jutjat de Boston i van suplicar al supervisor que examinés les proves, es va trobar. Els resultats de l'ADN tornen i estableixen que la sang no era de Kenny. Betty Anne i Kenny estan encantats d'esperar el seu alliberament, però la fiscal de districte Martha Coakley es nega a anul·lar la condemna, al·legant que encara hi havia prou proves per condemnar Kenny com un èxit. Kenny està convençut que les autoritats trobaran la manera de mantenir-lo a la presó per evitar admetre el seu error, però Scheck avisa a Betty Ann que el seu descobriment no només demostra la innocència de Kenny, sinó també que els principals testimonis contra ell mentien.
Betty Anne, Abra i Scheck visiten els altres dos testimonis principals del judici, l'exdona de Kenny i la seva exnòvia. Tots dos confessen amb llàgrimes que el sergent Taylor els va coaccionar a perjuri en el judici de Kenny. La condemna de Kenny queda vacant i és alliberat de la presó el juny de 2001. Betty Anne aconsegueix persuadir la seva filla adolescent que mai va deixar d'intentar contactar amb ella mentre estava a la presó, de manera que Kenny finalment es pot reunir amb la seva filla, així com amb la seva germana i els seus fills.
L'epíleg afirma que Betty Anne continua treballant amb el Projecte Innocence per prevenir condemnes errònies. També va guanyar un acord important contra la Nancy Taylor i el departament de policia d'Ayer, tot i que Taylor era immune a la persecució penal a causa de la prescripció. L'autèntic assassí de Katherina Brow mai s'ha trobat.

## Repartiment
- Hilary Swank com a Betty Anne Waters
  - Bailee Madison com la jove Betty Anne Waters
- Sam Rockwell com a Kenny Waters
- Minnie Driver com Abra Rice
- Ele Bardha com a Don
- Melissa Leo com a Nancy Taylor
- Ari Graynor com a Mandy Marsh
- Loren Dean com a Rick Miller
- Karen Young com Elizabeth Waters
- Jennifer G. Roberts com a Martha Coakley
- Clea DuVall com a Brenda Marsh
- Juliette Lewis com a Roseanna Perry
- Peter Gallagher com a Barry Scheck

## Producció
La producció va començar el febrer de 2009, a Dexter (Michigan)
. El rodatge també va tenir lloc a Ann Arbor, Jackson, Howell, Pinckney, Chelsea i Ypsilanti. A Ypsilanti, el rodatge va tenir lloc a la històrica Depot Town a un restaurant anomenat Sidetrack Bar & Grill. A Howell, el rodatge va tenir lloc al palau de justícia del comtat de Livingston, al carrer Dearborn a Cole's Elevator i al mercat de Howell Village (abans Sefa's Super Market). El guió va ser escrit per Pamela Gray. El pòster es va publicar el 21 de juny de 2010.

## Música
La banda sonora de la pel·lícula va ser composta pel compositor Paul Cantelon.
La cançó final és "Heaven & Hell" de la banda de Cantelon, Wild Colonials. La cançó és una re-enregistrament que va aparèixer per primera vegada al seu àlbum debut, Fruit of Life i que es va publicar com a senzill independent en el moment de l'estrena de la pel·lícula.

## Recepció
L'Agregador de ressenyes Rotten Tomatoes informa que el 67% dels crítics han donat a la pel·lícula una ressenya positiva basada en 191 crítiques, amb una puntuació mitjana del 68%. El consens crític diu "Menys convincent, i més manipuladora del que hauria de ser, Conviction es beneficia de la seva convincent història real i d'un parell d'actuacions sòlides de Swank i Rockwell". Un altre agregador de ressenyes Metacritic va assignar a la pel·lícula una puntuació mitjana ponderada de 61 sobre 100, indicant "crítiques generalment positives".
Martha Coakley, procuradora general de la Commonwealth de Massachusetts, que va ser retratada a la pel·lícula, va comentar després de veure una projecció prèvia el 12 d'octubre de 2010, que era una pel·lícula convincent però hi havia incorreccions legals i exageracions temporals. ls familiars de Katharina Brow, la víctima de l'assassinat, han criticat la productoar i a i Hilary Swank per no haver consultat la família sobre la representació de la seva mare a la pel·lícula. Kenny va morir el setembre de 2001, sis mesos després de la seva exoneració, a causa d'una ferida al cap que va patir en un accident.

### Reconeixements
| Year | Premi                                                        | Categoria                                 | Nominat        | Resultat  |
| ---- | ------------------------------------------------------------ | ----------------------------------------- | -------------- | --------- |
| 2010 | 16ns Premis de la Crítica Cinematogràfica                    | Millor actor secundari                    | Sam Rockwell   | Nominat   |
| 2010 | 17ns Premi del Sindicat d'Actors de Cinema                   | Actuació destacada d'una actriu principal | Hilary Swank   | Nominat   |
| 2010 | Premis de la Societat de Crítics de Cinema de Boston de 2010 | Millor actriu secundària                  | Juliette Lewis | Guanyador |